# Pomacentrus komodoensis
Pomacentrus komodoensis är en fiskart som beskrevs av Allen, 1999. Pomacentrus komodoensis ingår i släktet Pomacentrus och familjen Pomacentridae. Inga underarter finns listade i Catalogue of Life.